# Sarkofag Heleny
Sarkofag Heleny – pochodzący z pierwszej połowy IV wieku rzymski sarkofag, wykonany dla św. Heleny, matki cesarza Konstantyna Wielkiego. Obecnie znajduje się w Muzeach Watykańskich (Museo Pio-Clementino).
Sarkofag wykonany został z czerwonego porfiru. Ma 242 cm wysokości, 268 cm długości i szerokość 184 cm. Pierwotnie znajdował się w mauzoleum na Tor Pignattara na przedmieściach Rzymu, między Via Praenestina a Via Labicana. W średniowieczu szczątki świętej zostały wyjęte i przeniesione do bazyliki Matki Bożej Ołtarza Niebiańskiego. Sarkofag natomiast przeniesiono do bazyliki św. Jana na Lateranie i użyto ponownie do pochowania szczątków papieża Anastazego IV. Na początku XIV wieku zabytek poważnie ucierpiał w pożarze. W 1777 roku sarkofag trafił do Muzeów Watykańskich, gdzie Gaspare Sibilla i Giovanni Pierantoni przeprowadzili jego renowację.
Sarkofag umieszczony jest na czterech nóżkach w kształcie lwów, które zaprojektował Francesco Antonio Franzoni (1734-1818). Jego ściany ozdobione są scenami batalistycznymi, przedstawiającymi rzymską jazdę tratującą barbarzyńskich wojowników. Ponad nimi umieszczono kupidynów rozsnuwających girlandy, pokrywę zdobią zaś dwa lwy. Militarystyczna tematyka dekoracji świadczy o tym, iż sarkofag pierwotnie wykonany był prawdopodobnie dla męskiego członka rodziny cesarskiej.
Obcy rzymskim tradycjom rzeźbiarstwa jest zarówno wymiar obiektu i materiał wykonania, jak i technika oraz styl rzeźby. Rozgrywająca się na jednym planie i na neutralnym, gładkim tle scena wojenna oraz dekoracja w postaci przestylizowanych, ciężkich girland wskazują na wschodniogrecką stylistykę dekoracji sarkofagu.